# Weiherhof (Düren)

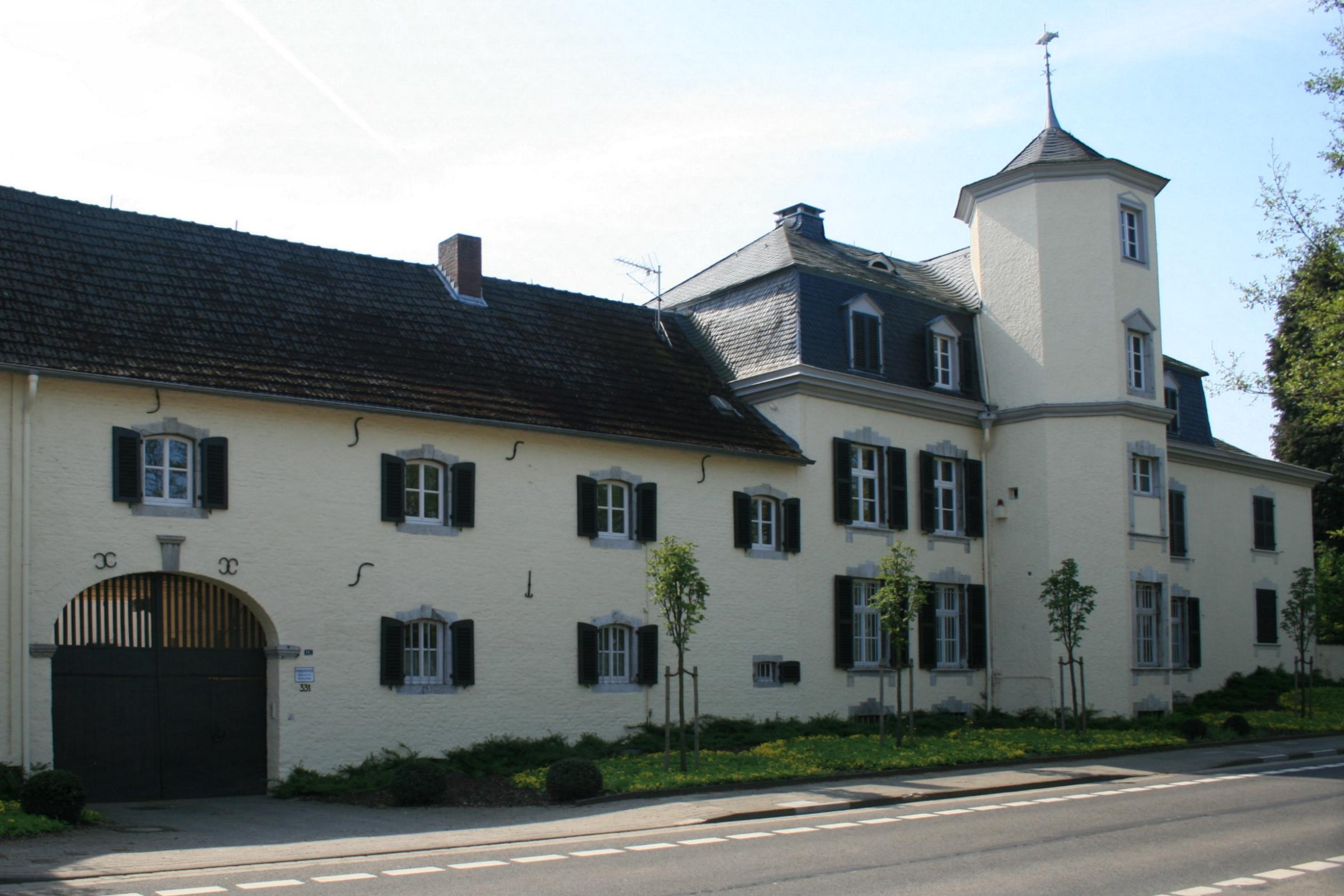
Straßenansicht des Weiherhofes

Das Gut Weiherhof, auch Schillingshof genannt, steht in Gürzenich, einem Stadtteil von Düren im gleichnamigen Kreis in Nordrhein-Westfalen in der Schillingsstraße 331.
Im 14. Jahrhundert wird der Weiherhof erstmals erwähnt. Erster bekannter Besitzer war das Kloster Schwarzenbroich. Das Kloster erwarb den Hof im Jahre 1492. Zum Anwesen gehörten zwei etwas abseits gelegene künstlich angelegte Fischteiche. Das Kloster baute das Gut damals wohl aus und legte sechs weitere Teiche an. Die acht Teiche dienten der Versorgung des Klosters mit Fisch. Der Weiherhof wurde damals noch als Pfaffenhof bezeichnet.
1446 nahm das Kloster Schwarzenbroich zwei in Gürzenich gelegene Weiher von Loiff von Linzenich in Erbpacht. 1492 verkaufte dann Jakob Scheyft seinen Besitz, nämlich Haus, Hof, Feuchtwiesen (in der Region Benden genannt) und Weiher, ebenfalls an das Kloster. Diesen Besitz hatte er kurz zuvor von den Herren von Linzenich gekauft.
Um 1640, während des Dreißigjährigen Krieges, kaufte Adam Wilhelm II. von Burg Obbendorf (Hambach), Herr zu Gürzenich, den Weiherhof. Er blieb bis 1767 Eigentum der Familie Schellart. Die Familie Schellart verarmte und verschuldete sich immer mehr. Am 4. Februar 1767 versteigerte sie den Weiherhof; Kloster Wenau kaufte ihn mit etwa 500 Morgen Wald für 24.900 Reichstaler.
Während der Franzosenzeit war das gesamte linke Rheinufer von Frankreich annektiert. Napoleon verfügte dort die Säkularisation. Der Weiherhof wurde an die Familie Schillings verkauft. Die Söhne des Oberförsters Schillings aus Aachen waren bis 1918 Eigentümer des Hofes. Zu dieser Zeit bürgerte sich in Gürzenich auch der Name Schillingshof ein. Carl und Max Schillings, die den Hof von ihrem Vater erbten, gelangten zu internationaler Bekanntheit: Carl Georg Schillings als Afrikaforscher und Schriftsteller und sein Bruder Max von Schillings als Komponist und Dirigent (u. a. als Generalmusikdirektor am Hoftheater Stuttgart).
1918 erwarb Baron von Bennigsen das Anwesen. 1924 kaufte die Familie Schoeller Gut Weiherhof. Es ist im Besitz von Christa Schüll, einer geborenen Schoeller.
Der Weiherhof ist ein zweigeschossiges, querrechteckiges Herrenhaus mit Mansarddach, dem an der Straßenseite ein achtseitiger, viergeschossiger Turm vorgelagert ist. An das Herrenhaus schließt sich ein dreiflügeliger Wirtschaftshof an. In der Hauptbausubstanz rührt der Gutshof aus dem endenden 18. Jahrhundert. In den Ankern der Wirtschaftsgebäude findet sich die Jahreszahl 1778. Erwähnenswert ist der Landschaftspark des Weiherhofes aus dem 19. Jahrhundert.
Das Bauwerk ist unter Nr. 6/001 in die Denkmalliste der Stadt Düren eingetragen.